# Acacia wattsiana
Acacia wattsiana — вид квіткових рослин з родини бобових. Ареал: Австралія (Південна Австралія).

## Біоморфологічна характеристика
Це густий безволосий кущ 122–152 см заввишки; гілочки кутасті. Філодії еліпсоїдні чи довгасті, тупі, звужені до основи, від 1.3 до 2.5 см завдовжки, 1-жилкові. Суцвіття завдовжки з філодії, з кількома округлими головами, які містять 15–20 голів. Чашечка коротка, широка, зазубрена. Пелюстки гладкі. Стручки від 5 до 10 см завдовжки.  